# Adisura anerythra
Adisura anerythra är en fjärilsart som beskrevs av Rothschild 1924. Adisura anerythra ingår i släktet Adisura och familjen nattflyn. Inga underarter finns listade i Catalogue of Life.